# اریک برس
اریک برس (انگلیسی: Eric Bress) فیلم‌نامه‌نویس، کارگردان فیلم و تهیه‌کننده فیلم اهل ایالات متحده آمریکا است. وی بیشتر بابت همکاری با جی. مکی گروبر شناخته می‌شود. از فیلم‌هایی که وی در آن‌ها نقش داشته است، می‌توان به مقصد نهایی ۲، مقصد نهایی ۴ و اثر پروانه‌ای اشاره نمود.